# Platambus fletcheri
Platambus fletcheri är en skalbaggsart som beskrevs av Zimmermann 1928. Platambus fletcheri ingår i släktet Platambus och familjen dykare. Inga underarter finns listade i Catalogue of Life.